# Comuna Uddevalla
Uddevalla (Uddevalla kommun) este o comună din comitatul Västra Götalands län, Suedia, cu o populație de 53.025 locuitori (2013).

## Geografie

### Zone urbane
Lista celor mai mari zone urbane din comună (anul 2015) conform Biroului Central de Statistică al Suediei:
| Nr | Zona urbană                        | Pop.   |
| -- | ---------------------------------- | ------ |
| 1  | Uddevalla                          | 34.781 |
| 2  | Ljungskile                         | 3.689  |
| 3  | Kurveröd                           | 1.408  |
| 4  | Ammenäs                            | 563    |
| 5  | Fagerhult                          | 499    |
| 6  | Lanesund și Överby                 | 461    |
| 7  | Strandskogen, Restenäs și Ulvesund | 451    |
| 8  | Sjöskogen și Strand                | 447    |
| 9  | Utby                               | 410    |
| 10 | Hogstorp                           | 384    |

## Demografie
| \| Evoluția demografică în comuna Uddevalla, 1970–2015 \| Evoluția demografică în comuna Uddevalla, 1970–2015 \| Evoluția demografică în comuna Uddevalla, 1970–2015 \| Evoluția demografică în comuna Uddevalla, 1970–2015 \| Evoluția demografică în comuna Uddevalla, 1970–2015 \| \| ----------------------------------------------------------------------------------------------------- \| --------------------------------------------------- \| --------------------------------------------------- \| --------------------------------------------------- \| --------------------------------------------------- \| \| An \| \| \| Locuitori \| \| \| 1970 \| 1970 \| \| 47725 \| 47725 \| \| 1975 \| 1975 \| \| 46861 \| 46861 \| \| 1980 \| 1980 \| \| 46032 \| 46032 \| \| 1985 \| 1985 \| \| 45816 \| 45816 \| \| 1990 \| 1990 \| \| 47345 \| 47345 \| \| 1995 \| 1995 \| \| 49003 \| 49003 \| \| 2000 \| 2000 \| \| 48971 \| 48971 \| \| 2005 \| 2005 \| \| 50314 \| 50314 \| \| 2010 \| 2010 \| \| 51868 \| 51868 \| \| 2015 \| 2015 \| \| 54180 \| 54180 \| \| Sursa: SCB - Statistika Centralbyrån, Folkmängd efter region, civilstånd, ålder och kön. År 1968–2016 \| \| \| \| \| |      |  |           |       |
| Evoluția demografică în comuna Uddevalla, 1970–2015 |      |  |           |       |
| An |      |  | Locuitori |       |
| 1970 | 1970 |  | 47725     | 47725 |
| 1975 | 1975 |  | 46861     | 46861 |
| 1980 | 1980 |  | 46032     | 46032 |
| 1985 | 1985 |  | 45816     | 45816 |
| 1990 | 1990 |  | 47345     | 47345 |
| 1995 | 1995 |  | 49003     | 49003 |
| 2000 | 2000 |  | 48971     | 48971 |
| 2005 | 2005 |  | 50314     | 50314 |
| 2010 | 2010 |  | 51868     | 51868 |
| 2015 | 2015 |  | 54180     | 54180 |
| Sursa: SCB - Statistika Centralbyrån, Folkmängd efter region, civilstånd, ålder och kön. År 1968–2016 |      |  |           |       |